# Phyllophaga lineata
Phyllophaga lineata är en skalbaggsart som beskrevs av Bates 1888. Phyllophaga lineata ingår i släktet Phyllophaga och familjen Melolonthidae. Inga underarter finns listade i Catalogue of Life.